# برنارد بلاوت
برنارد بلاوت (لهستانی: Bernard Blaut؛ ۳ ژانویه ۱۹۴۰ – ۱۹ مهٔ ۲۰۰۷) بازیکن و مربی فوتبال اهل لهستان بود.
از باشگاه‌هایی که در آن بازی کرده است می‌توان به باشگاه فوتبال متس و لگیا ورشو اشاره کرد.
وی همچنین در تیم ملی فوتبال لهستان بازی کرده است.